# Masoga panagralis
Masoga panagralis är en fjärilsart som beskrevs av Walker 1863. Masoga panagralis ingår i släktet Masoga och familjen nattflyn. Inga underarter finns listade i Catalogue of Life.